# Giovanni Battista Biffi
Giovanni Battista Biffi, o Giambattista Biffi (Cremona, 27 agosto 1736 – Cremona, 9 maggio 1807), è stato uno scrittore italiano.

## Biografia
Nato dal conte Giovanni Ambrogio, padre affettuoso che si dilettava di pittura, e da Teresa Maria Pozzi, in una famiglia di nobiltà recente, frequentò sino ai vent'anni il Collegio dei nobili di Milano, per poi studiare diritto dal 1756 al 1760 nell'Università degli Studi di Parma. Furono questi anni importanti per la sua formazione culturale e sociale: ebbe modo di conoscere, tra gli altri, il filosofo ed economista Condillac, uno dei redattori dell'Encyclopédie, lo scrittore e saggista Francesco Algarotti, particolarmente apprezzato da Biffi, frequentò ambasciatori e salotti di famiglie importanti. Protetto dalla benevolenza del duca Francesco III d'Este, fu amico di Giuseppe Baretti e, con Cesare Beccaria, e i fratelli Pietro e Alessandro Verri, fece parte del primo nucleo dell'Accademia dove si presero a pugni.
I suoi scritti rimasero inediti; le sollecitazioni che gli rivolse Pietro Verri per collaborare  al periodico culturale di orientamento illuministico Il Caffè da lui diretto, rimasero senza esito: gli argomenti proposti dal Biffi non furono accettati. La sua notorietà derivò piuttosto dalle relazioni epistolari, inviate ai suoi amici e rimaste manoscritte, sui viaggi compiuti dal 1773 al 1777 a Venezia, Genova, Ferrara, in Piemonte e nella Francia meridionale, in cui esprime acute osservazioni di carattere politico, economico, artistico e di costume.

Oltre a queste lettere, si può ricordare un suo Diario (1777-1781), pubblicato in anni non lontani dall'editore Bompiani. L'opera, che riprende alcuni temi trattati nell'epistolario, è un esempio importante della letteratura municipale lombarda.
Massone di rilievo, nel 1778 con il nome di "Ab Arce Antiqua" assunse la direzione della loggia di Cremona. Dopo lo scioglimento della logge provinciali nel 1786, non confluì nell'organizzazione massonica centrale di Milano. Amico di Beccaria fu un esponente di punta dell'Illuminismo, traduttore di Helvetius e del massone Diderot.
Dal 1796, con l'occupazione delle truppe francesi a seguito della Campagna d'Italia di Napoleone Bonaparte, Biffi subì alcune vessazioni dal nuovo regime, cessate solo con lo scioglimento della Repubblica Cisalpina e la restaurazione del 1799. Da quella data non si hanno più sue notizie sino alla morte, che lo colse nella città natale a settant'anni, nel 1807.